# Nikolaüs
In Handelingen 6:5 wordt Nikolaüs gerekend tot de zeven diakens van de vroege gemeente in Jeruzalem. Hij wordt meestal ook gerekend tot de zeventig discipelen.
Volgens Clemens van Alexandrië zou Nikolaüs een zeer mooie vrouw hebben gehad en werd hij daarom beschuldigd van buitensporige jaloezie. Om dit te weerleggen plaatste hij zijn vrouw voor de gemeente en bood aan dat hij iedereen die met haar wilde trouwen zou toestaan. Hoewel het zijn enige bedoeling was om geruchten over zijn jaloezie weg te nemen, veroorzaakte het grote irritatie in de gemeenschap omdat hij zijn vrouw in verlegenheid had gebracht. Volgens Eusebius van Caesarea had Nikolaüs meerdere dochters en een zoon, die allemaal ongehuwd bleven.
Bij veel vroege kerkhistorici had hij geen goede reputatie. Ireneüs van Lyon (140-202) beschouwde Nikolaüs als de stamvader van de gnostische sekte van de Nikolaïeten (Openbaring van Johannes 2:6,15) vanwege de verwantschap van de namen. Sommige onderzoekers vermoeden nog altijd dat de Nikolaïeten naar deze Nikolaüs zijn vernoemd. Brox denkt dat de groep zich zo noemde, omdat zij Nikolaüs als apostel beschouwden.
Op basis van de aanname dat Nikolaüs inderdaad de stamvader van de sekte was, verwijderde Dimitri van Rostov hem van zijn lijst van zeventig discipelen, hoewel Salomo van Basra hem pas in de dertiende eeuw op een lijst van zeventig plaatste.